# Попович, Горица
Горица Попович (серб. Горица Поповић; 13 августа  1952, Крагуевац, СФРЮ) — сербская актриса театра, кино и телевидения, певица. Лауреат премии «Золотая арена»

## Биография
Выпускница Факультета драматического искусства в Белграде. С 1976 года — доцент на кафедре дикции и актёрского мастерства.
С 1982 года выступала на сцене белградского театра Atelje 212.
Одновременно с актёрской деятельностью Горица Попович также занималась пением, была членом вокально-инструментальной ансамбля Suncokret.
Дебютировала в кино в 1969 году. Снималась во многих телевизионных драмах и сериалах. Сыграла в 104 фильмах и ТВ-сериалах.

## Избранная фильмография
- 1969 — Крвава бајка
- 1975 — У Орфеуму код Бране (ТВ)
- 1977 — Аромат полевых цветов / Мирис пољског цвећа — репортёр
- 1979 — Национальный класс / Национална класа — Шилья
- 1981 — Падение Италии / Пад Италије — Божица
- 1981 — Доротей / Доротеј — Елена
- 1982 — Прямая загрузка / Директан пренос — Едвига
- 1983 — Что-то между / Нешто између — Дунья
- 1983 — Алло такси /Хало такси — Анна
- 1983 — Смерть Караджордже / Карађорђева смрт — княгиня Любица Вукоманович
- 1984 — Конец войны / Крај рата — Милка
- 1985 — Удаленное пространство / Брисани простор (ТВ сериал)
- 1986 — Смешные и другие притчи / Смешне и друге приче (ТВ сериал) — Надица Цревар
- 1987 — Вук Караджич / Вук Караџић (ТВ сериал) — Любица Обренович
- 1988 — Тёмная сторона Солнца — Нина
- 1989 — Битва на Косовом поле — Милица Сербская
- 1990 — Почётный удар / Почетни ударац — русская
- 1990 — Секс — враг партии № 1 / Секс — партијски непријатељ бр. 1 — Снаша
- 1996 — Горе-доле (ТВ сериал) — Мацина
- 1998 — Ране — Невенка
- 2005 — Љубав, навика, паника — госпожа Алимпиевич
- 2009 — Сва та равница — Мария
- 2012 — Храбрая сердцем — ведьма (озвучка)
- 2017 — Козьи уши / Козје уши — Стоянка
- 2017 — Сенке над Балканом — Цвета